# Cynanthus
A Cynanthus a madarak osztályának sarlósfecske-alakúak (Apodiformes) rendjébe és a kolibrifélék (Trochilidae) családjába tartozó nem.

## Rendszerezésük
A nemet William Swainson írta le 1827-ben, az alábbi fajok tartoznak ide:
- barnafejű kolibri (Cynanthus sordidus)
- szélescsőrű kolibri (Cynanthus latirostris)
- Cynanthus doubledayi vagy Cynanthus latirostris doubledayi
- Cynanthus lawrencei